# Anisozyga expansa
Anisozyga expansa là một loài bướm đêm trong họ Geometridae.